# とかげ座EV星
とかげ座EV星（とかげざEVせい、EV Lacertae、EV Lac）は、とかげ座の方向に約16.5光年の距離にある、暗い赤色矮星である。非常に近くにある恒星だが、見かけの等級は10等で、肉眼で見ることはできない。とかげ座EV星は閃光星で、フレアの際にX線やガンマ線も観測されている。

## 特徴
| 太陽 | とかげ座EV星 |
| ---- | ------------ |
| 太陽 | Exoplanet    |

とかげ座EV星は、スペクトル型がdM3.5eと分類される、太陽系近傍の赤色矮星である。そのスペクトルは、水素のバルマー線、カルシウムイオンのH線・K線が強い輝線を示し、ナトリウムのD線やカルシウムイオンの近赤外線3重線でも吸収線の中に輝線成分が重なっている。これらのスペクトルは、とかげ座EV星の彩層活動が活発であることを示している。
また、とかげ座EV星はフレアが頻繁に観測される閃光星であり、大規模なものでは紫外線で6等程度明るくなるフレアが何時間も継続する。フレアが発生していない時には、4.376日の周期的な変光を示しており、フレアが起きることと合わせて、表面に黒点が存在し、自転に伴って変光していることが考えられる。この変光から、とかげ座EV星はりゅう座BY型変光星にも分類される。
とかげ座EV星の質量、半径は共に太陽の3分の1程度と推定される。自転速度は4.5km/sと求められ、これは星の半径及び4.376日という変光周期に矛盾しない。但し、別の観測では自転速度が6.9km/sと推定されており、自転の傾斜角が60度以上と大きいことが予想される。いずれにせよ、自転速度は赤色矮星としてかなり速く、それゆえ年齢がとても若い3億年程度の恒星とみられる。この高速自転によるダイナモ効果が、とかげ座EV星表面の半分に働くおよそ4,000ガウスという強力な磁場を発生させ、彩層の高い活動性やフレアの原因になっているとみられる。

### スーパーフレア
2008年4月25日、NASAのスウィフト衛星が、とかげ座EV星から記録的なフレアを検出した。スウィフトは、ガンマ線バースト監視装置による高エネルギー光子検出をトリガとして、X線、紫外線・可視光望遠鏡による追観測を行うが、閃光星で実行されたのは、このフレアが初めてである。このフレアは、太陽以外の恒星で観測された史上最も明るいフレアで、太陽フレアの数千倍ものエネルギーを持つ。極大時のX線フラックスは、コロナX線の7,000倍もの強度がある。